# Arabische agrarische revolutie

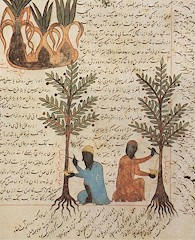
Middeleeuwse islamitische boomverzorging: Ibn Bassal en Abū l-Khayr al-Ishbīlī beschreven in detail op welke wijze vruchtbomen, als de olijfboom en dadelpalm, dienden te worden verzorgd en vermenigvuldigd.

De Arabische agrarische revolutie, ook wel islamitische agrarische revolutie genoemd, is de transformatie in de landbouw die van de 8e tot de 13e eeuw plaatsvond in de islamitische wereld, een periode die bekend staat als het islamitische gouden tijdperk. De agronomische literatuur van die periode, met belangrijke werken van Ibn Bassal en Abū l-Khayr al-Ishbīlī, weerspiegelde de grootschalige verspreiding van landbouwgewassen, met name naar het middeleeuwse Spanje (al-Andalus) en de toename van de wetenschappelijke kennis van land- en tuinbouw in de islamitische wereld. Middeleeuwse Arabische historici en geografen beschreven al-Andalus als een vruchtbare en welvarende regio met voldoende water en een overvloed aan vruchtbomen, zoals de olijfboom en granaatappel. Archeologisch onderzoek bevestigt dat er in die periode sprake was van belangrijke verbeteringen op het gebied van veeteelt en irrigatietechnieken, zoals het gebruik van het sakia-waterrad. Mede dankzij deze veranderingen werd de landbouw aanmerkelijk productiever, hetgeen leidde tot bevolkingsgroei, urbanisatie en een groeiende stratificatie van de samenleving.
In het Westen werd deze agrarische revolutie voor het eerst beschreven door de Spaanse historicus Antonio Garcia Maceira in 1876. De term werd voor het eerst gebruikt door de historicus Andrew Watson in een invloedrijk maar destijds ook controversieel paper uit 1974. Veertig jaar later bleek zijn werk nog steeds van nut voor historici en werden zijn inzichten ondersteund door archeologische en archaeobotanische vondsten.

## Middeleeuwse islamitische landbouwkunde

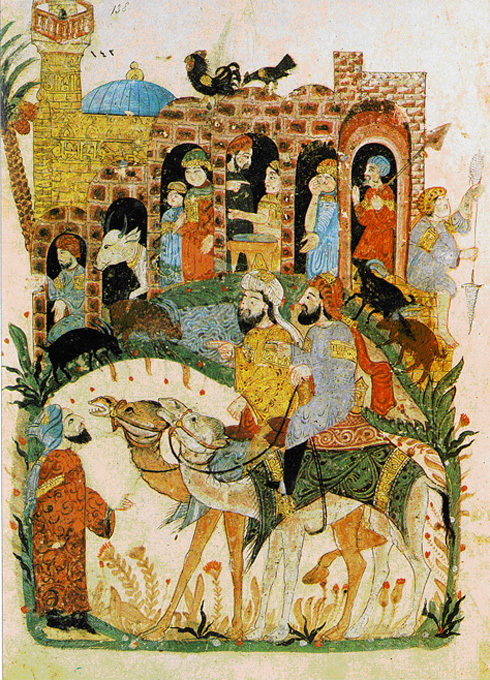
Dorpsgezicht met gevogelte, schapen en geiten, kopie van een illustratie uit Maqamat al-Hariri geïllustreerd door al-Wasiti, 1237

Het eerste Arabische boek over landbouwkunde dat al-Andalus bereikte was in de 10e eeuw al-Filahat al-nabatiyya (Nabateaanse landbouw) uit Irak, geschreven door Ibn Wahshiyya; dit werd gevolgd door teksten geschreven in al-Andalus zelf, zoals de Mukhtasar kitab al-filaha (Beknopt boek van de landbouw) door al-Zahravi (Abu al-Qasim) uit Córdoba, omstreeks 1000 n.Chr.
De elfde-eeuwse landbouwkundige Ibn Bassal uit Toledo beschreef 177 plantensoorten in zijn werk Dīwān al-filāha (De hof van de landbouw). Hij had de hele islamitische wereld doorkruist en keerde terug naar al-Andalus met een gedetailleerde landbouwkundige kennis. Zijn praktische en systematische boek bevat gedetailleerde beschrijvingen van nuttige gewassen, waaronder blad- en wortelgroenten, kruiden, specerijen en bomen, en biedt een uitleg hoe deze te vermeerderen en te verzorgen.
De twaalfde-eeuwse landbouwkundige Abū l-Khayr al-Ishbīlī uit Sevilla beschreef in zijn zijn werk Kitāb al-Filāha (Verhandeling over landbouw) nauwkeurig hoe olijfbomen dienen te worden gekweekt, geënt en geoogst, evenals de wijze waarop ze dienen te worden verzorgd bij ziekte; ook over andere gewassen, zoals katoen, gaf hij nauwkeurige beschrijvingen.

## Middeleeuwse islamitische veeteelt

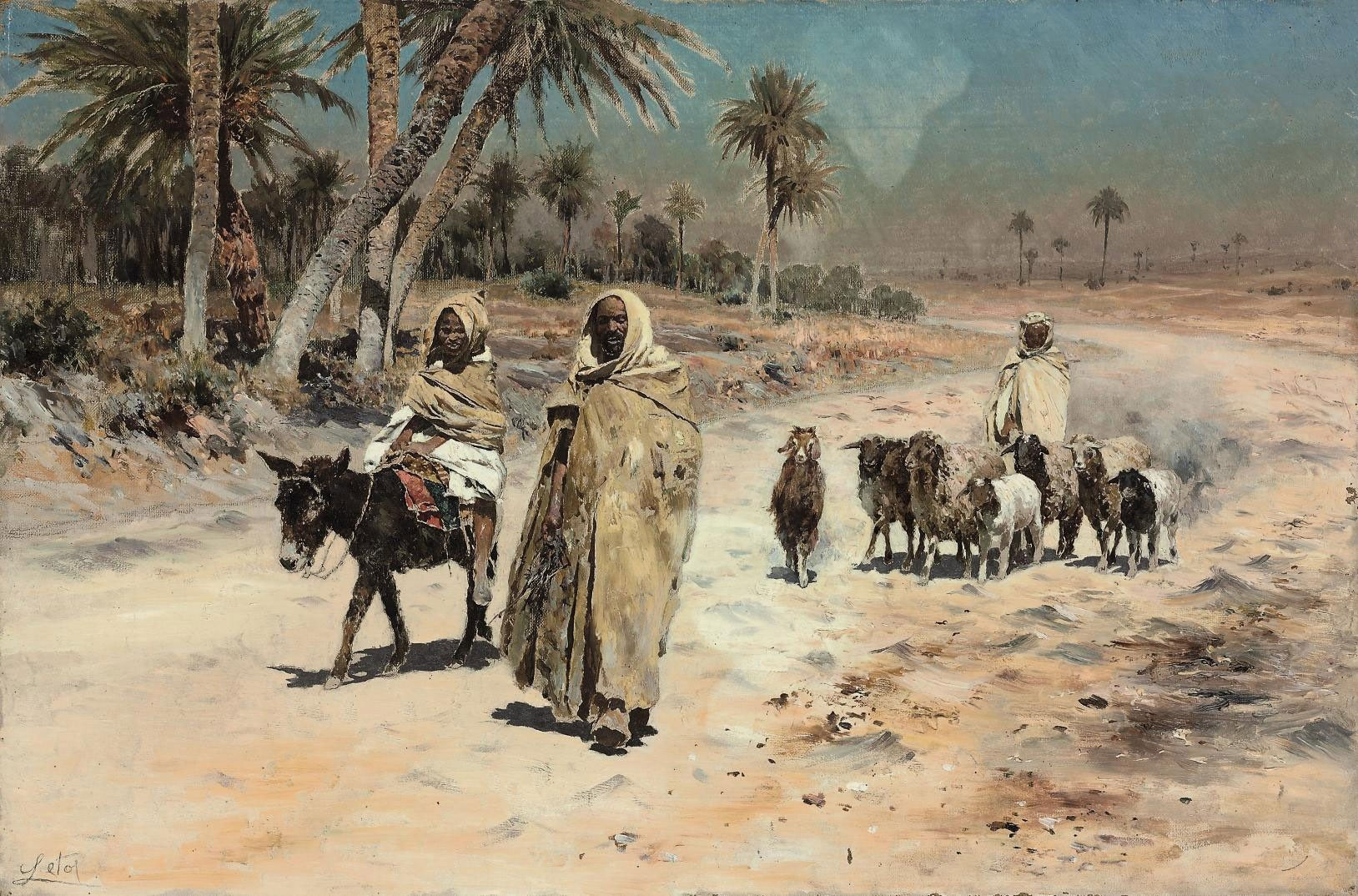
Arabische schaapherders, door Antonio Leto.

Uit archeologisch bottenonderzoek (osteometrie) is gebleken dat schapen in Zuid-Portugal groter werden tijdens de islamitische periode, terwijl de afmetingen van het rundvee toenamen na de herovering van het gebied door de christelijke vorsten. De archeoloog Simon Davis veronderstelt dat deze veranderingen wijzen op een verbetering in de veeteelt die werd ingezet in de islamitische periode; de keuze voor het schaap zou ingegeven zijn door de voorkeur voor schapenvlees in de islamitische cultuur.

## Middeleeuwse islamitische irrigatie

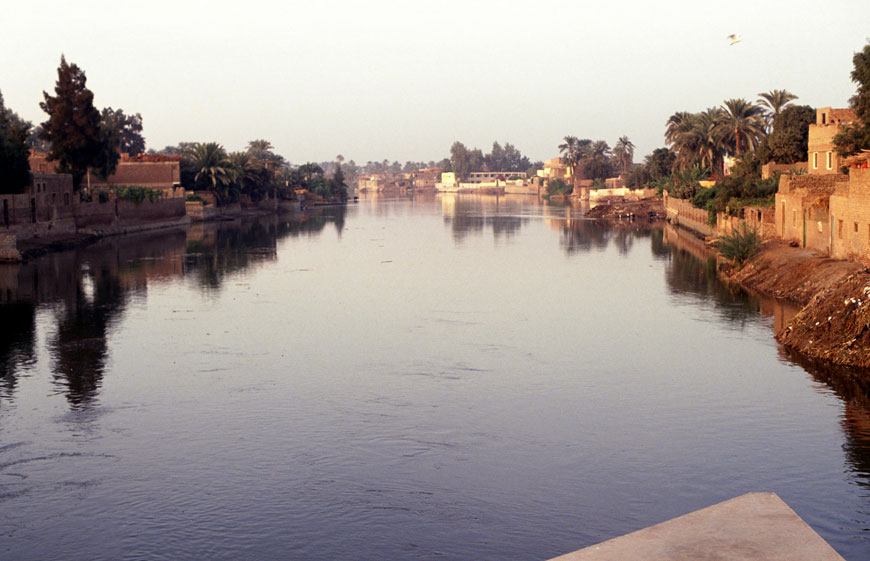
Het oude Bahr Joesoef-kanaal verbindt de Fajoemdepressie met de 25 km verderop gelegen Nijl.

Net als in het islamitische Spanje (al-Andalus), kenmerkte de islamitische periode in de Fajoemdepressie van Centraal-Egypte zich door zeer grootschalige irrigatiesystemen, waarbij zowel de wateraanvoer, door middel van kanalen, als het waterbeheer in handen was van het lokale tribale gezag. Gedurende de islamitische periode in Spanje, waar de landelijke gebieden ook een tribaal karakter hadden, werd het netwerk van irrigatiekanalen aanzienlijk uitgebreid. Ook in al-Fajoem werden in die periode nieuwe dorpen gesticht en nieuwe van irrigatie afhankelijke boomgaarden en suikerrietplantages ontwikkeld.

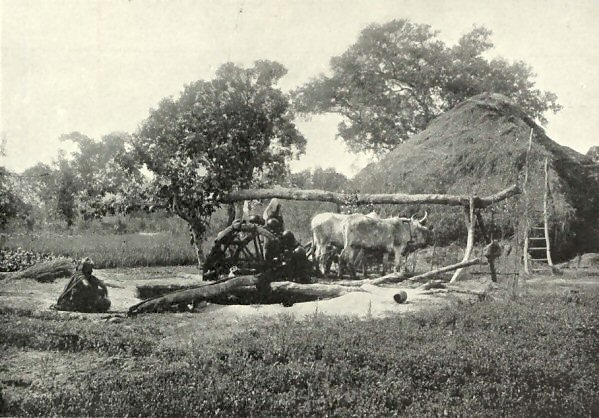
Het door dieren aangedreven sakia-irrigatierad werd verbeterd en ook buiten islamitische Spanje verspreid.

De sakia, het door dieren aangedreven irrigatierad, is waarschijnlijk rond het begin van het Omajjadentijdperk (in de 7e eeuw) in islamitisch Spanje geïntroduceerd. In de 11e en 12e eeuw werden verbeteringen van het irrigatierad door Hispano-Arabische agronomen beschreven. Op basis daarvan werd de sakia-irrigatie verder verspreid in Spanje en Marokko. Een waarnemer uit de 13e eeuw beweerde dat er alleen al langs de Guadalquivir "5000" waterraderen in islamitisch Spanje waren; ook als men rekening houdt met enige middeleeuwse overdrijving, was er in die regio sprake van een groot aantal irrigatiesystemen. De toevoer van water was voldoende, zowel voor de steden als de landbouw: het Romeinse aquaductennetwerk naar de stad Córdoba werd in het Omajjadentijdperk hersteld en verder uitgebreid.

## Middeleeuwse beschrijvingen van het islamitische Spanje
Middeleeuwse Arabische historici, waaronder Ibn Bassam, Ibn Hayyan en Ibn Hazm, en geografen als al-Bakri, al-Idrisi, en Al-Zuhri, beschreven islamitisch Spanje als een welvarend gebied. Ook de tiende-eeuwse joodse schrijver Menahem Ben Saruq liet zich in lovende bewoordingen uit over al-Andalus in een brief aan de koning van Khazar: "De naam van het land waarin we wonen ... al-Andalus in de taal van de Arabieren, de bewoners van het land, ... het land is rijk, met een overvloed aan rivieren, bronnen en aquaducten; een land van koren, olie en wijn, van fruit en allerlei lekkernijen; het heeft lusthoven en boomgaarden, vruchtbare bomen van elke soort, waaronder … [de witte moerbei] waarmee de zijderups zich voedt". Al-Maqqari citeert de negende-eeuwse Ahmad Ibn Muhammad Ibn Musa al-Razi die al-Andalus beschreef als een rijk land "met goede landbouwgrond, vruchtbare nederzettingen, rijkelijk doorstroomd met overvloedige rivieren en frisse bronnen." Al-Andalus werd geassocieerd met gecultiveerde bomen, als olijfbomen en granaatappelbomen. Na de christelijke herovering van Spanje bleven veel akkers braak liggen en veranderde het akkerland weer in weidegrond, hoewel een aantal boeren de islamitische landbouwpraktijken probeerden voort te zetten. Hoewel westerse historici enige vraagtekens plaatsten bij de betrouwbaarheid van de beschrijvingen van de middeleeuwse Arabische historici, omdat deze een motief zouden kunnen hebben bij het benadrukken van de welvaart van al-Andalus, is er een ruime hoeveelheid archeologisch bewijsmateriaal gevonden dat hun beweringen staaft.

## Agrarische revolutie

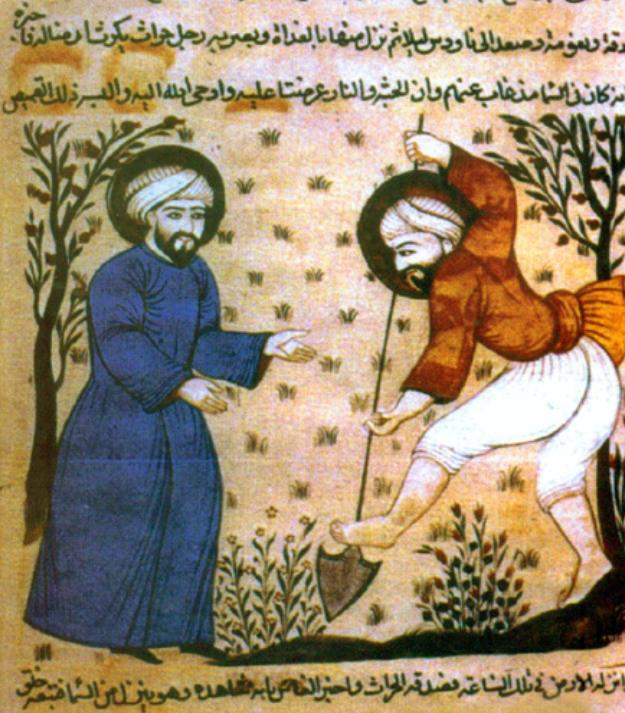
Landbouwtafereel uit een middeleeuws Arabisch manuscript uit al-Andalus (Islamitisch Spanje) c. 1200.

In 1876 betoogde de Spaanse historicus Antonia Garcia Maceira dat waar de Romeinen en vervolgens de Goten in Spanje niet veel aandacht schonken aan gewasverbetering of het invoeren van nieuwe gewassoorten uit andere regio's, er onder "de Arabieren" in al-Andalus sprake was van een agrarische "revolutie" die werd teweeg gebracht "door het toepassen van kennis die ze hadden verkregen door waarnemingen tijdens hun pelgrimstochten, en dit resulteerde in een grote toename van agrarische nederzettingen." In 1974 publiceerde de historicus Andrew Watson een paper waarin hij voortborduurde op Garcia Maceira's hypothese over een agrarische revolutie in al-Andalus. Watson betoogde dat de economie die Arabische en andere islamitische handelaren in de Oude Wereld vestigden, leidde tot de verspreiding van veel gewassen en landbouwtechnieken over de islamitische wereld, evenals de aanpassingen van en naar regio's buiten de islamitische wereld. Gewassen zoals sorgo uit Afrika, citrusvruchten uit China en mango, rijst, katoen en suikerriet uit India, werden in de islamitische landen verspreid, waar ze volgens Watson voorheen niet werden verbouwd. Hij identificeerde achttien van deze gewassen en stelde dat deze introducties, samen met een verhoogde landbouwmechanisatie en irrigatie, hebben geleid tot grote veranderingen in de samenleving. Ze beïnvloedden de economie, bevolkingsspreiding, vegetatiestructuur, landbouwproductie en -inkomen, bevolking, stedelijke groei en de verdeling van de beroepsbevolking, maar ook landbouw-gerelateerde activiteiten in de islamitische wereld, bijvoorbeeld voeding, voedselbereiding en kleding.

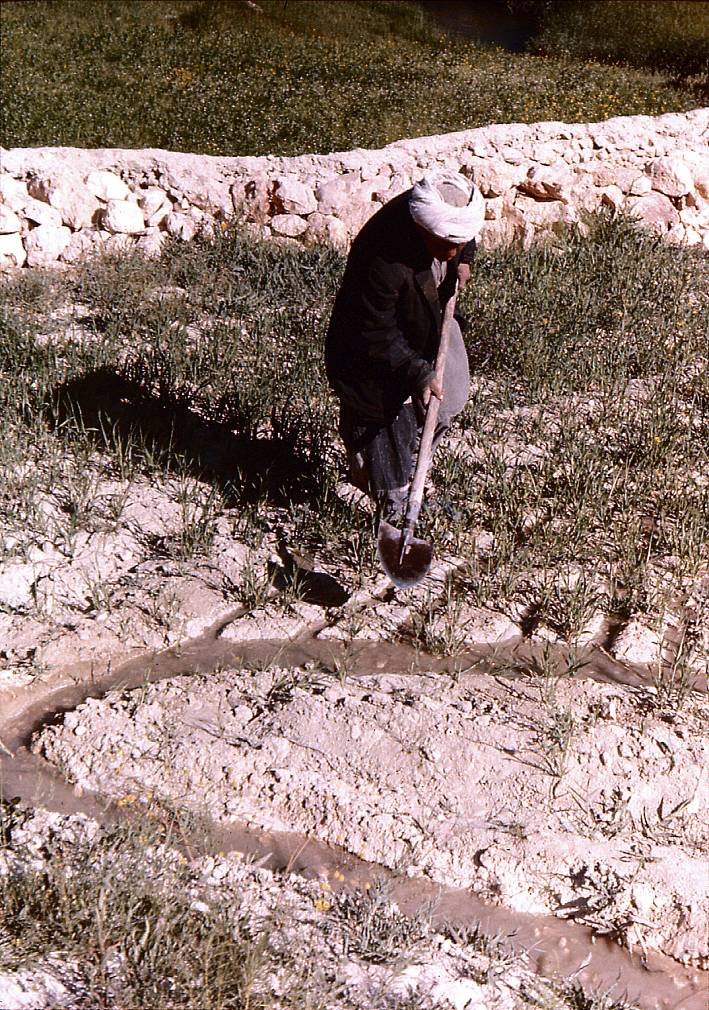
Handmatige irrigatie in de 20e eeuw.

In 1997 schreef de wetenschapshistoricus Howard R. Turner dat de bestudering van grond, klimaat, seizoen en ecologie in de islamitische wereld "een opvallend geavanceerde tuinbouw en landbouw had bevorderd. De resulterende kennis, die na de elfde eeuw aan Europa werd doorgeven, droeg bij aan het verbeteren van landbouwtechnieken, het verbreden van de verscheidenheid aan gewassen en het verhogen van de opbrengst op de landbouwgronden van het continent. Daarnaast is er vanuit of door moslimlanden een enorme variëteit aan gewassen in het Westen geïntroduceerd".
De islamhistoricus Salah Zaimeche verklaarde in 2002 dat het werk van onder andere Watson, Thomas Glick en L. Bolens de "geaccepteerde wijsheid" weerlegde dat de landbouw in Europa pas in de laatste paar eeuwen verbeterd zou zijn.
In 2006 verklaarden James E. McClellan III en Harold Dorn in hun werk Science and Technology in World History dat het islamitische rijk net zo afhankelijk was van zijn boeren als van zijn soldaten, en dat de boeren hadden bijgedragen aan het ontwikkelen van een "wetenschappelijke beschaving": "in hetgeen neerkwam op een landbouwrevolutie, pasten zij nieuwe en meer gevarieerde voedselgewassen aan aan het mediterrane ecosysteem: rijst, suikerriet, katoen, meloenen, citrusvruchten en andere producten. Door middel van herbouwde en uitgebreide irrigatiesystemen, verlengde de islamitische landbouw het landbouwseizoen en verhoogde het de productiviteit." Ze verklaarden verder dat het belang van deze inspanningen onder meer bleek uit de "ononderbroken reeks" boeken over landbouw en irrigatie, en de vele boeken over specifieke dieren die van belang waren voor de islamitische landbouw en de overheid, waaronder paarden en bijen. Ze schreven de bevolkingsgroei, verstedelijking, sociale stratificatie, politieke centralisatie en door de staat gecontroleerde wetenschap toe aan de verbetering van de landbouwproductiviteit.

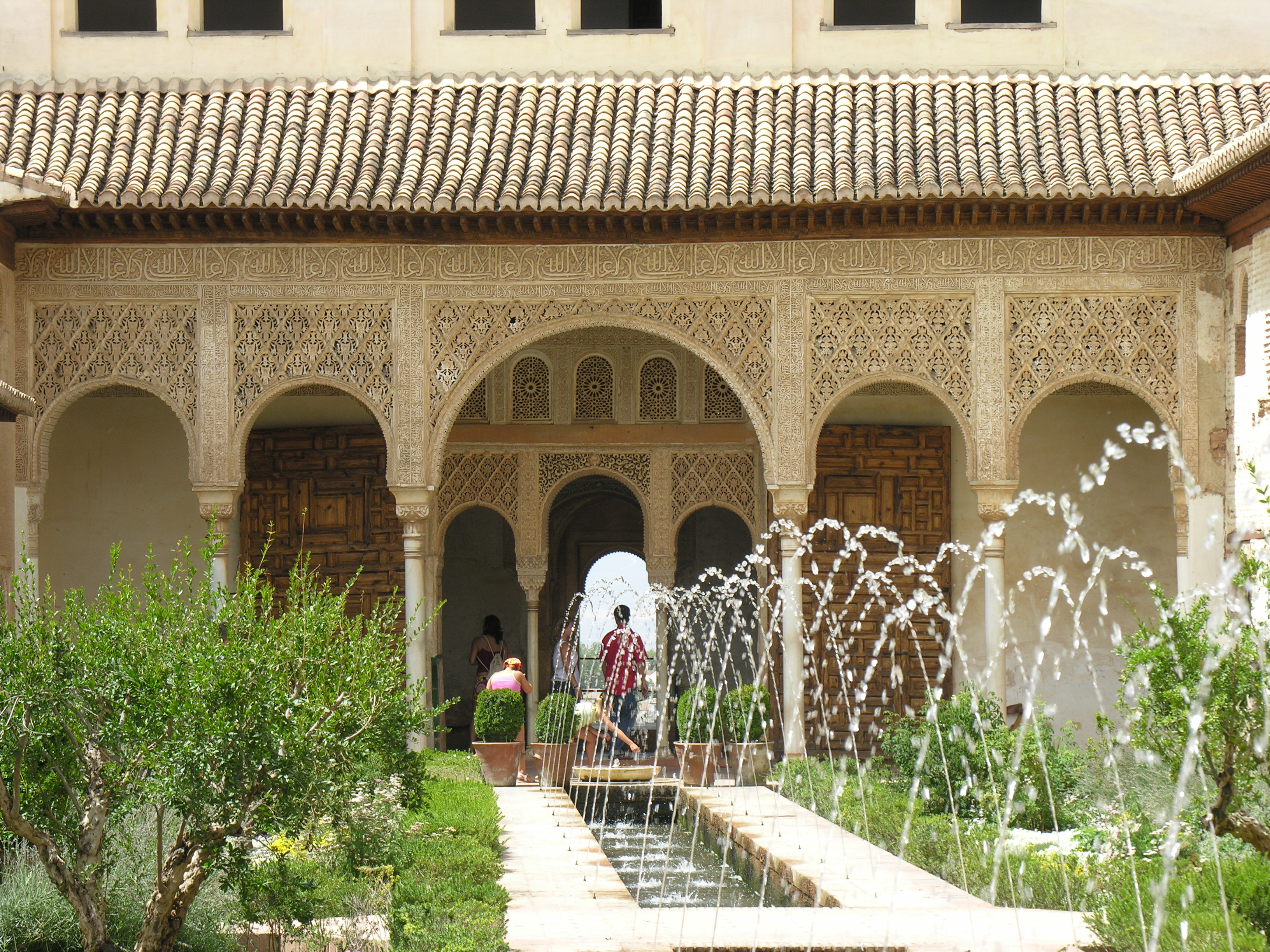
Innovatie in het islamitische gouden tijdperk: de Moren introduceerden ook een nieuwe architectuur in al-Andalus, waaronder tuinen met waterbouwkundige werken, zoals die van het Generalifepaleis bij het Alhambra.

Rond 2008 bevestigde de archeozoöloog Simon Davis dat op het Iberisch schiereiland de "landbouw bloeide: de moslims introduceerden nieuwe irrigatietechnieken en nieuwe gewassen zoals suikerriet, rijst, katoen, spinazie, granaatappel- en citrusbomen, om er een paar op te noemen... Sevilla was een Mekka voor landbouwkundigen geworden, en het achterland, of Aljarafe, hun laboratorium."

### Aanvankelijk scepticisme
Watsons werk stuitte aanvankelijk op enig scepticisme, waaronder dat van de kant van de historicus Jeremy Johns in 1984. Johns voerde aan dat Watsons selectie van 18 gewassen "eigenaardig" was, omdat de banaan, kokosnoot, mango en pomelo in die tijd geen belangrijke gewassen waren in de islamitische regio, en deze selectie daarom afbreuk deed aan een bespreking van de basisgewassen. Daarnaast meende Johns dat het bewijs van de verspreiding van gewassen onvoldoende was en dat Watson "te veel kleine vergissingen en grotere fouten" maakte, zoals vergissingen in bepaalde jaartallen en dat een document uit 1439 Normandisch zou zijn; ook meende hij dat Watson er niet in geslaagd was optimaal gebruik te maken van de beschikbare gegevens, zoals de teloorgang van de klassieke landbouw of de veranderende geomorfologie. Desondanks concludeerde Johns dat "de hypothese van een Abbasidische agrarische revolutie een uitdaging vormt en wellicht nuttig kan blijken te zijn".
De historicus Eliyahu Ashtor schreef in 1976 dat in een aantal streken van Mesopotamië en Egypte, de landbouwproductie daalde in de periode die onmiddellijk volgde op de islamitische veroveringen, zich baserend op een beperkt aantal gegevens over belastingen die waren geïnd in die landbouwgebieden. In een artikel uit 2012 over het Sawādgebied in Irak concludeerde Michele Campopiano dat de Iraakse landbouwproductie daalde in de 7e tot de 10e eeuw; hij schreef dit toe aan de "concurrentie van de verschillende heersende groepen om toegang te bemachtigen tot het landoverschot".

### Diffusie in plaats van revolutie

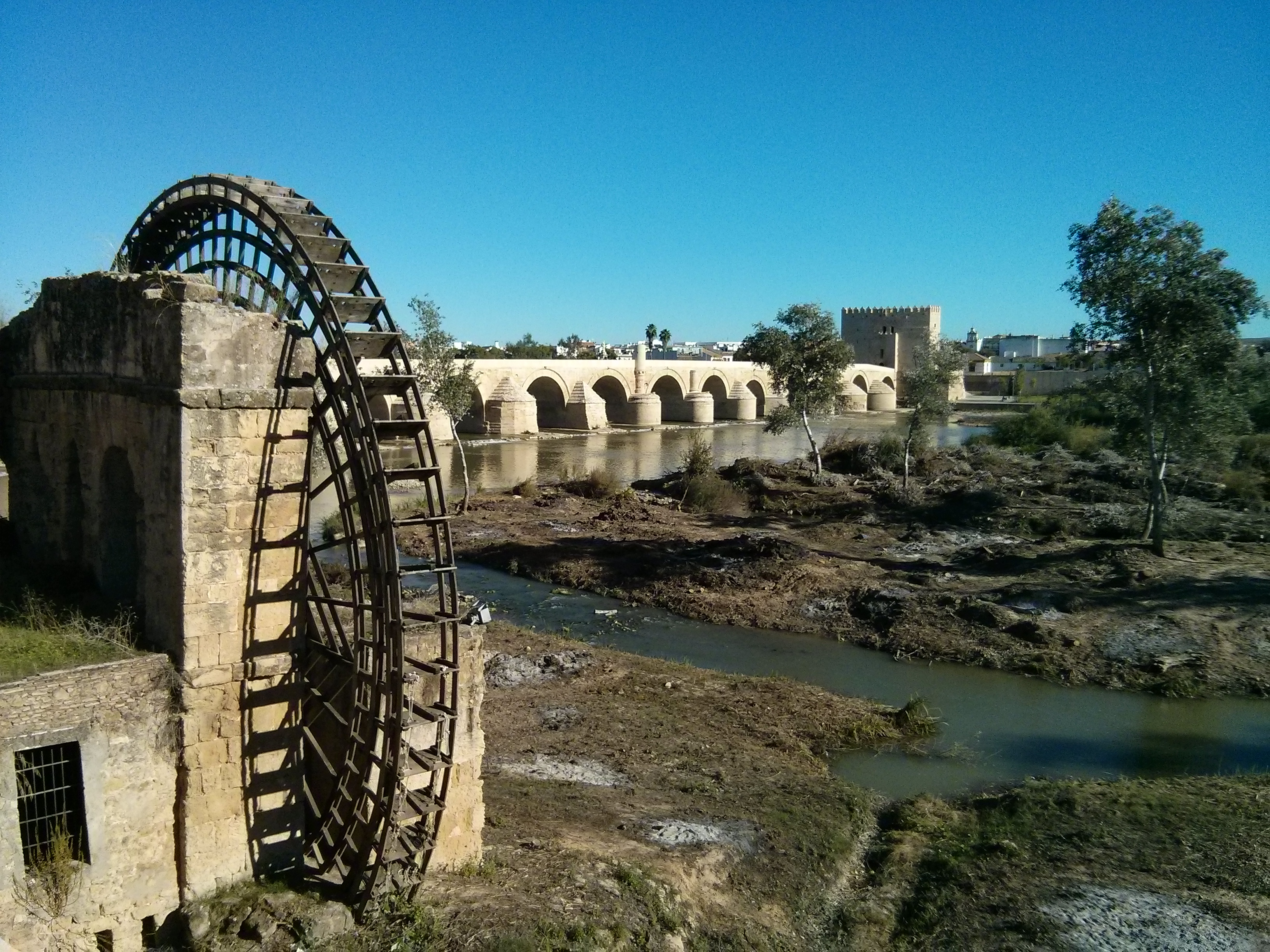
Romeinse en islamitische systemen: het Albolafia irrigatiewaterrad voor de Romeinse brug in Córdoba, Spanje.

In 2009 verklaarde de historicus Michael Decker dat de wijdverbreide teelt en consumptie van vier basisgewassen, namelijk durumtarwe, Aziatische rijst, sorgo en katoen, al gemeengoed waren in het Romeinse en Sassanidische rijk, eeuwen voor de islamitische periode. Hij suggereerde dat hun werkelijke rol in de islamitische landbouw werd overdreven, en voerde aan dat de landbouwpraktijken van islamitische landbouwbeoefenaars niet fundamenteel verschilden van die in pre-islamitische tijden, maar evolueerden op basis van de hydraulische kennis en de 'mand' van landbouwgewassen die men had geërfd van de Romeinse en Perzische voorgangers. In het geval van katoen, dat de Romeinen voornamelijk in Egypte verbouwden, bleef het gewas van ondergeschikt belang in de klassieke islamitische periode: vlas was toen het belangrijkste vezelgewas, evenals in de Romeinse tijd. Decker meende daarnaast dat de geavanceerde staat waarin de oude irrigatiepraktijken reeds verkeerden, "belangrijke delen van de Watson-these weerlegt"; zo blijkt bijvoorbeeld uit archeologisch onderzoek in Spanje dat het islamitische irrigatiesysteem werd ontwikkeld op basis van het bestaande Romeinse netwerk, in plaats van het te vervangen. Decker was het met Watson eens dat "moslims een belangrijke bijdrage hadden geleverd aan de landbouw in de wereld door de westwaartse verspreiding van sommige gewassen", maar dat de introductie van "agronomische technieken en materialen" minder wijdverbreid en minder consistent was geweest dan Watson had voorgesteld. Verder is er helder bewijs dat agrarische apparaten zoals watermolen, waterrad, sjadoef, noria, sakia, waterschroef en waterpomp al bekend waren en al lang werden toegepast in de oude Grieks-Romeinse landbouw, lang voor de islamitische veroveringen.

### Revolutie door nieuwe sociale instituties
Ruggles verwierp de opvatting dat de middeleeuwse Arabische historici geen grond zouden hebben te beweren dat de landbouw een revolutie had doorgemaakt en dat in plaats daarvan simpelweg een herstel zou zijn opgetreden van een situatie zoals die was vóór de ineenstorting van het Romeinse Rijk. Ze voerde aan dat hoewel de middeleeuwse Arabische historici misschien geen volledig betrouwbaar beeld hadden van de landbouwkennis voor hun tijd, ze het wel degelijk bij het juiste eind hadden toen ze schreven over een dramatische verandering in het landschap van het islamitische Spanje. Er werd op snelle en systematische wijze een geheel nieuw "systeem van gewassenrotatie, bemesting, verplanten, enten en irrigatie" ingevoerd, onder een nieuw wettelijk kader van grondbezit en verpachting. Ruggles was van mening dat er daadwerkelijk sprake was van een agrarische revolutie in al-Andalus, maar dat deze voornamelijk bestond uit het vestigen van nieuwe sociale instituties in plaats van het ontwikkelen van nieuwe agronomische technieken. Ook verklaarde Ruggles dat deze "dramatische economische, wetenschappelijke en sociale transformatie" in al-Andalus begon en zich in de 10e eeuw in het Islamitische Middellandse Zeegebied had verspreid.

### Historiografie
Terugblikkend op de veertig jaar die waren verstreken sinds Watson zijn hypothese wereldkundig maakte, concludeerde de historicus Paolo Squatriti in 2014 dat diens hypothese op grote schaal werd gebruikt en werd geciteerd door een groot aantal historici en archeologen die op uiteenlopende terreinen werkzaam zijn. Watsons hypothese "bleek toepasbaar te zijn in wetenschappelijke debatten over technologische diffusie in pre-industriële samenlevingen, de 'achteruitgang' van de islamitische beschaving, de relaties tussen de culturele systemen van boeren en elites, Europa's historische Sonderweg in het tweede millennium n.Chr., de oorsprong van de globalisering, [en] de aard van het Mediterrane." Squatriti signaleerde dat Watson oorspronkelijk een economische opleiding had genoten en deze invloed herkenbaar is in zijn historische studies. Squatriti beschreef Watsons paper als beknopt en elegant, en verklaarde haar populariteit uit haar bruikbaarheid in het ondersteunen van de stellingen van veel verschillende historici. Hij merkte op dat de stelling van Watson niet stoelde op beweringen over de introductie van nieuwe gewassen in een regio, maar op hun "diffusie en normalisatie", d.w.z. dat hun gebruik algemeen en wijdverbreid werd, ook al waren die gewassen al bekend in de Romeinse tijd. Squatrini karakteriseerde Watsons "filologische" benadering als "ouderwets" en, omdat Watson "vrijwel zonder archeologie" had gewerkt, sprak Squatrini zijn verbazing uit over het feit dat recent archeobotanisch onderzoek niet heeft geleid tot het "beslissend ondergraven" van Watsons hypothese.